# Калужский, Владимир Михайлович
Владимир Михайлович Калужский (род. 25 мая 1939, Москва) — российский и советский музыковед, художественный руководитель Новосибирской государственной филармонии, председатель Сибирской организации Союза композиторов России. Заслуженный деятель искусств Российской Федерации (1997). Кандидат искусствоведения (1985).

## Биография
Родился в Москве в семье музыкантов: отец — Михаил Абрамович Калужский (1906—1953), виолончелист, заслуженный артист УССР, мать — Элла Григорьевна Альтерман (1912—1998), пианистка. В 1961 г. окончил теоретико-композиторский факультет Белорусской консерватории по классу Л. С. Мухаринской, в 1967 — аспирантуру при кафедре теории и композиции Новосибирской консерватории (руководитель Ю. Г. Кон).
В 1961—1962 преподаватель Витебского музыкального училища.
С 1962 преподаватель Новосибирского музыкального училища, с 1963 преподаватель, с 1967 старший преподаватель, в 1971—1992 — зав. кафедрой истории музыки Новосибирской консерватории, позже профессор кафедры музыкального просвещения и образования.
С 1995 г. — художественный руководитель Новосибирской государственной филармонии.
В 1991 создал детский музыкальный театр «Мир музыки», которым бессменно руководит. В 2005—2016 преподавал в Новосибирском государственном театральном институте. Член Союза театральных деятелей, был экспертом премии «Золотая маска». С 2012 г. — председатель Сибирской организации Союза композиторов России. Член Международного общества музыкального образования (ISME).
В 2023 году уволен из Новосибирской филармонии по доносу за попытку поставить концерт-рассказ по мотивам книги «Сам ты Гендель» украинской писательницы М. А. Пустовит.

## Научная и просветительская деятельность
В. М. Калужский — признанный специалист в области теории и истории музыки, музыкальной и театральной критики, джаза, современной музыки, исполнительского искусства. Автор более двух десятков научных трудов, монографий, популярных книг для детей, ведущий концертов, теле- и радиопередач, критик. В 1985 году защитил диссертацию «Эволюция темы фуги в классической и современной музыке». С конца 80-х до 1995 много занимался музыкальной журналистикой, публикуясь в общественно-политических средствах массовой информации. Автор нескольких оперных и балетных либретто и постановщик опер Г. Перселла, Г. Ф. Генделя.

## Книги
- Современная музыка и проблемы воспитания музыковеда. Межвузовский сборник трудов. Вып. 9, Новосибирск, 1988 (ответственный редактор)
- Народный артист СССР Валерий Егудин. Новосибирское книжное издательство, 1989.[11]
- Арнольд Кац — дирижёр и человек. Новосибирск, «Сибирская пресса», 1994[12]
- Венские заметки. Новосибирск, 2019[13]
- Необыкновенные приключения корабля «Гамма». Новосибирск, 2022[14]

## Награды
- Медаль ордена «За заслуги перед Отечеством» I степени (2020 год) — за большой вклад в развитие отечественной культуры и искусства, многолетнюю плодотворную деятельность[15].
- Медаль ордена «За заслуги перед Отечеством» II степени (2011 год) — за заслуги в развитии отечественной культуры и искусства, многолетнюю плодотворную деятельность[16].
- Почётное звание «Заслуженный деятель искусств Российской Федерации» (1997 год) — за заслуги в области искусства[17].
- Победитель Всероссийского конкурса на лучшую рецензию аудиозаписи (1998)
- Обладатель премии мэрии г. Новосибирска «Человек года» (1999)
- Победитель межрегионального конкурса «Люди дела» (2006)
- Лауреат премии главы Администрации Новосибирской области (2002, 2003, 2009)
- Специальный приз Новосибирского профессионального театрального конкурса — премии «Парадиз» «За выдающийся вклад в развитие искусства музыкального театра в Новосибирске»[18]